# Herb gminy Jaśliska

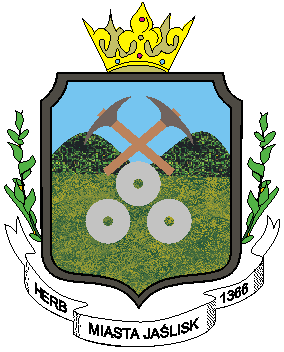
Herb używany przez gminę w latach 2010-2016

Herb gminy Jaśliska – jeden z symboli gminy Jaśliska, ustanowiony 30 czerwca 2016.

## Wygląd i symbolika
Herb przedstawia na tarczy w polu błękitnym, dwa skrzyżowane obuchowe młotki kamieniarskie złote, między trzonkami takież trzy złote trójliścia (trefle) w roztrój.
Dwa skrzyżowane młotki kamieniarskie odwołują się do wielowiekowych tradycji kamieniarskich miasteczka Jaśliska. Rzemieślnicy cechu kamieniarskiego od średniowiecza, korzystając z surowca pozyskiwanego w górze Kamień, wykonywali kamienie młyńskie i przede wszystkim kamienie żarnowe. Tradycje kamieniarskie w Jaśliskach przetrwały do początków XX wieku. Wspomniane narzędzia kamieniarskie widnieją na wszystkich zachowanych pieczęciach miejskich od XVI do XVIII wieku.
W roku 1559 miasto Jaśliska otrzymało przywilej królewski na prawo składu win węgierskich na okres 30 dni. Do połowy XVII wieku miasto Jaśliska czerpało duże zyski, korzystającz tego przywileju. Wino węgierskie nie tylko było składowane, lecz również butelkowane, oraz prowadzono jego wyszynk. Dlatego też w herbie widnieją trzy złote trójliście (trefle). Najprawdopodobniej to trójliście jako symbol winorośli widnieją na dawnych pieczęciach miejskich.